# Sončev mrk 2. julija 2019
2. julija 2019 se je na luninem padnem vozlu zgodil popolni sončev mrk z največjo magnitudo 1,0459. Popolnost je bila vidna iz južnega Pacifika, vzhodno od Nove Zelandije, pa vse do regije Coquimbo v Čilah in Srednji Argentini ob sončevem zahodu. Mrk je maksimalno trajal 4 minute in 32 sekund iz Pacifika.
Drug sončev mrk se bo zgodil eno lunarno leto po tem mrku, torej na 21. junij 2020. Še en popolni sončev mrk na istem območju pa se bo zgodil 14. decembra 2020.
Sončeva rektascenzija: 6,77
Lunina rektascenzija: 6,77
Sončeva deklinacija: 23
Lunina deklinacija: 22,4
Sončev premer: 1887,6 kotnih sekund
Lunin premer: 1949,8 kotnih sekund
Koledar julija 2019
| Ned | Pon | Tor | Sre | Čet | Pet | Sob |
|     | 1   | 2   | 3   | 4   | 5   | 6   |
| 7   | 8   | 9   | 10  | 11  | 12  | 13  |
| 14  | 15  | 16  | 17  | 18  | 19  | 20  |
| 21  | 22  | 23  | 24  | 25  | 26  | 27  |
| 28  | 29  | 30  | 31  |     |     |     |
| --- | --- | --- | --- | --- | --- | --- |

## Vidnost
Sončev mrk nastane, ko Luna prečka črto med Zemljo in Soncem delno ali popolno za opazovalca na Zemlji. Popolni mrk se zgodi, ko je lunin navidezni premer večji kot sončev, kar ovira sončevo svetlobo na Zemljo in spremeni dan v temo. Popolnost se zgodi le na ozkem predelu Zemljine površine, delnost pa se razširja na več tisoč kilometrih.
Astronomi brez meja so po vzoru severnoameriškega sončevega mrka 21. avgusta 2017 zbrali očala za opazovanje mrkov in jih za mrke v letu 2019 prerazporedili po celi Latinski Ameriki in Aziji.
Popolnost bo potovala preko območij z nizko ravnijo vlažnosti in svetlobnega onesnaženja, kar omogoča zelo dobra opazovanja. Popolnost bo opazovalo tudi več observatorijev, med drugim tudi Evropski južni observatorij.

### Otok Oeno
Na prva tla, edina v Pacifiku, je popolni mrk naletel na otok Oeno, nenaseljen atol v Pitcairnovih otokih.

### Čile
Popolnost je bila vidna na velikih predelih regije Coquimbo in majhnih delih regije Atacama. Mesta, ki so bila na poti mrka, so bila La Serena in La Hiquera. La Sereno je obiskalo približno 300.00 ljudi, da bi videli ta dogodek. Vstopnice so po eni osebi stale 2000 $ za ogled mrka z Evropskega južnega observatorija.

### Argentina
Popolnost je bila vidna tudi iz provinc San Juan, La Rioja, San Luis, Córdoba, Santa Fe in Buenos Aires. Mesta na poti sence so bila San Juan in Río Cuarto.

## Galerija
- Napredovanje mrka iz Huechurabe (Čile)

- Popolnost nad observatorijem La Silla (Čile)
- Delnost iz Temuca (Čile), 19:42 UTC
- Delnost iz Buenos Airesa (Argentina), 20:10 UTC
- Popolnost iz observatorija La Silla, 20:39 UTC
- Iz Ñuñoe (Čile), 20:41 UTC, blizu največjega mrka
- Časovni zamik iz Marcos Juáreza (Argentina)
- Sončeva korona, slikana z ESO-vega observatorija La Silla v Čilah
- Diamantni prstan popolnega sončevega mrka z ESO-vega observatorija La Silla 2. julija 2019 v trenutku, ko je večina ploskve že zakrita z Luno. Fotografijo je posnel Mahdi Zamani z razgledne točke na teleskope NTT.

## Povezani mrki

### Mrki v letu 2019
- Delni sončev mrk 6. januarja.
- Popolni lunin mrk 21. januarja.
- Popolni sončev mrk 2. julija.
- Delni lunin mrk 16. julija.
- Kolobarjasti sončev mrk 26. decembra.

### Tzolkineks
- Prejšnji: Sončev mrk 20. maja 2012

- Sledeči: Sončev mrk 12. avgusta 2026

### Polovični saroški cikel
- Prejšnji: Lunin mrk 26. junija 2010

- Sledeči: Lunin mrk 6. julija 2028

### Tritos
- Prejšnji: Sončev mrk 1. avgusta 2008

- Sledeči: Sončev mrk 1. junija 2030

### 127. sončev saros
- Prejšnji: Sončev mrk 21. junija 2001

- Sledeči: Sončev mrk 12. julija 2037

### Ineks
- Prejšnji: Sončev mrk 22. julija 1990

- Sledeči: Sončev mrk 11. junija 2048

### Triada
- Prejšnji: Sončev mrk 31. avgusta 1932

- Sledeči: Sončev mrk 3. maja 2106

### Sončevi mrki v obdobju 2018–2021
Ta mrk je del semestrskih serij. Mrk v ciklu Sončevih mrkov se ponovi na približno vsakih 177 dni in 4 ur (en semester) na izmeničnih vozlih Luninega tira.
Opomba: Delna sončeva mrka 15. februarja 2018 in 11. avgusta 2018 sta se zgodila med prejšnjo semestrsko serijo.
| Serije sončevih mrkov v obdobju 2018-2021 | Serije sončevih mrkov v obdobju 2018-2021 | Serije sončevih mrkov v obdobju 2018-2021 | Serije sončevih mrkov v obdobju 2018-2021 | Serije sončevih mrkov v obdobju 2018-2021 | Serije sončevih mrkov v obdobju 2018-2021 | Serije sončevih mrkov v obdobju 2018-2021 |
| ----------------------------------------- | ----------------------------------------- | ----------------------------------------- | ----------------------------------------- | ----------------------------------------- | ----------------------------------------- | ----------------------------------------- |
| Dvižni vozel                              | Dvižni vozel                              | Dvižni vozel                              |                                           | Padni vozel                               | Padni vozel                               | Padni vozel                               |
| Saros                                     | Zemljevid                                 | Gama                                      | Saros                                     | Zemljevid                                 | Gama                                      |                                           |
| 117 Delni v Melbourneu                    | 13. julij 2018 Delni                      |                                           | 122 Delni v Nakhodki, v Rusiji            | 6. januar 2019 Delni                      |                                           |                                           |
| 127 La Serena, Čile                       | 2. julija 2019 Popolni                    |                                           | 132 Nilambur, Indija                      | 26. december 2019 Kolobarjast             |                                           |                                           |
| 137                                       | 21. junij 2020 Kolobarjast                |                                           | 142                                       | 14. december 2020 Popolni                 |                                           |                                           |
| 147                                       | 10. junij 2021 Kolobarjast                |                                           | 152                                       | 4. december 2021 Popolni                  |                                           |                                           |

### 127. saros
Mrk je del 127. saroškega cikla, ki se ponovi na vsakih18 let, 11 dni in vsebuje 82 mrkov. Serija se je začela z delnim sončevim mrkom 10. oktobra 991 n. š. Vsebuje popolne mrke od 14. maja 1352, do 15. avgusta 2091. V tej seriji ni nobenih kolobarjastih mrkov. Serija se konča z 82. članom, ki je delni mrk 21. marca 2452. Najdaljša popolnost je trajala 5 minut in 40 sekund na 30. avgust 1532. Vsi mrki v tej seriji se zgodijo v luninem dvižnem vozlu.
| Člani serije med 1901 do 2200 (52.-68.) | Člani serije med 1901 do 2200 (52.-68.) | Člani serije med 1901 do 2200 (52.-68.) |
| 52                                      | 53                                      | 54                                      |
| --------------------------------------- | --------------------------------------- | --------------------------------------- |
| 28. april 1911                          | 9. maj 1929                             | 20. maj 1947                            |
| 55                                      | 56                                      | 57                                      |
| 30. maj 1965                            | 11. junij 1983                          | 21. junij 2001                          |
| 58                                      | 59                                      | 60                                      |
| 2. julij 2019                           | 13. julij 2037                          | 24. julij 2055                          |
| 61                                      | 62                                      | 63                                      |
| 3. avgust 2073                          | 15. avgust 2091                         | 26. avgust 2109 (Delni)                 |
| 64                                      | 65                                      | 66                                      |
| 6. september 2127 (Delni)               | 16. september 2145 (Delni)              | 28. september 2163 (Delni)              |
| 67                                      | 68                                      |                                         |
| 8. oktober 2181 (Delni)                 | 19. oktober 2199 (Delni)                |                                         |

### Serije ineks
Mrk je del dolgega cikla ineks, ki se ponavlja na izmeničnih vozlih na vsakih 358 sinodskih mesecih (≈ 10.571,95 dni ali 29 let minus 20 dni). Njihov izgled in širina so nepravilni, ker niso sinhronizirani z anomalističnim mesecem (perigejeva perioda). Skupine 3 ciklov ineks (≈ 87 let minus 2 meseca) si pridejo blizu (≈ 1,151.02 anomalističnih mesecev), torej so mrki podobni v teh skupinah.
V 19. stoletju:
- 120. sončev saros: Popolni sončev mrk 19. novembra 1816

- 121. sončev saros: Hibridni sončev mrk 30. oktobra 1845

- 122. sončev saros: Kolobarjast sončev mrk 10. oktobra 1874

| Člani serije ineks med 1901 in 2100: | Člani serije ineks med 1901 in 2100: | Člani serije ineks med 1901 in 2100: |
| ------------------------------------ | ------------------------------------ | ------------------------------------ |
| 21. september 1903 (123. saros)      | 31. avgust 1932 (124. saros)         | 11. avgust 1961 (125. saros)         |
| 22. julij 1990 (126. saros)          | 2. julij 2019 (127. saros)           | 11. junij 2048 (128. saros)          |
| 22. maj 2077 (129. saros)            |                                      |                                      |

V 22. stoletju:
- 130. sončev saros: Popolni sončev mrk 3. maja 2106

- 121. sončev saros: Kolobarjast sončev mrk 13. aprila 2135

- 132. sončev saros: Hibridni sončev mrk 23. marca 2164

- 133. sončev saros: Popolni sončev mrk 3. marca 2193

### Metonske serije
Metonov niz ponovi mrke na vsakih 19 let (6939,69 dni). Traja približno 5 ciklov. Mrki se zgodijo v skoraj enakem koledarskem datumu. Oktonski podnizi se ponovijo na 1/5 časa trajanja Metonovega cikla, oziroma na vsakih 3,8 let (1387,94 dni).
Vsi mrki v tej tabeli so se zgodili v luninem dvižnem vozlu.
| 21 mrkov, od juga proti severu med 1. julijem 2000 in 1. julijem 2076 | 21 mrkov, od juga proti severu med 1. julijem 2000 in 1. julijem 2076 | 21 mrkov, od juga proti severu med 1. julijem 2000 in 1. julijem 2076 | 21 mrkov, od juga proti severu med 1. julijem 2000 in 1. julijem 2076 | 21 mrkov, od juga proti severu med 1. julijem 2000 in 1. julijem 2076 |
| 1.-2. julij                                                           | 19.-20. april                                                         | 5.-7. februar                                                         | 24.-25. november                                                      | 12.-13. september                                                     |
| 107                                                                   | 109                                                                   | 111                                                                   | 113                                                                   | 115                                                                   |
| --------------------------------------------------------------------- | --------------------------------------------------------------------- | --------------------------------------------------------------------- | --------------------------------------------------------------------- | --------------------------------------------------------------------- |
| 1. julij 1981                                                         | 20. april 1985                                                        | 6. februar 1989                                                       | 24. november 1992                                                     | 12. september 1996                                                    |
| 117                                                                   | 119                                                                   | 121                                                                   | 123                                                                   | 125                                                                   |
| 1. julij 2000                                                         | 19. april 2004                                                        | 7. februar 2008                                                       | 25. november 2011                                                     | 13. september 2015                                                    |
| 127                                                                   | 129                                                                   | 131                                                                   | 133                                                                   | 135                                                                   |
| 2. julij 2019                                                         | 20. april 2023                                                        | 6. februar 2027                                                       | 25. november 2030                                                     | 12. september 2034                                                    |
| 137                                                                   | 139                                                                   | 141                                                                   | 143                                                                   | 145                                                                   |
| 2. julij 2038                                                         | 20. april 2042                                                        | 5. februar 2046                                                       | 25. november 2049                                                     | 12. september 2053                                                    |
| 147                                                                   | 149                                                                   | 151                                                                   | 153                                                                   | 155                                                                   |
| 1. julij 2057                                                         | 20. april 2061                                                        | 5. februar 2065                                                       | 24. november 2068                                                     | 12. september 2072                                                    |
| 157                                                                   | 159                                                                   | 161                                                                   | 163                                                                   | 165                                                                   |
| 1. julij 2076                                                         | 19. april 2080                                                        | 6. februar 2084                                                       | 25. november 2087                                                     | 13. september 2091                                                    |

## Dodatni viri
- Earth visibility chart and eclipse statistics Napovedi mrkov, Fred Espenak, NASA/GSFC
  - Googlov interaktivni zemljevid
  - Besselianovi elementi